# Corpus Documentale Latinum Cataloniae
El Corpus Documentale Latinum Cataloniae (CODOLCAT) es una base de datos léxica del latín medieval escrito en los territorios del dominio lingüístico del catalán, desarrollada por la Institución Milá y Fontanals del CSIC, con la colaboración de la Universidad de Barcelona. Se trata del portal de consulta del Glossarium Mediae Latinitatis Cataloniae, el cual fue presentado públicamente en marzo de 2012.

## Origen
El CODOLCAT se generó en el marco de un histórico proyecto de investigación del CSIC y la Universidad de Barcelona, iniciado hacia el año 1956, y aún vigente, el Glossarium Mediae Latinitatis Cataloniae, un glosario de términos latinos y románicos documentados en fuentes catalanas medievales del año 800 al 1100, que constituye una excepcional obra lexicográfica. El Glossarium se enmarca en el proyecto de elaboración de un diccionario europeo de latín medieval, el conocido como Nouveau Du Cange. El CODOLCAT tiene su origen en el trabajo lexicográfico relacionado con un diccionario o glosario de latín medieval, cuando durante la década de 1950, un equipo dirigido por el profesor Bassols de Climent y que incluía a Joan Bastardas, comenzó a trabajar en la extracción y grabación de textos latinos medievales hispanos correspondientes mayoritariamente al dominio lingüístico del catalán.
Las nuevas posibilidades que ofrecía la informática, en la década de 1990, llevaron al equipo GMLC a considerar la creación de un archivo digitalizado de los materiales disponibles. Inicialmente, con los archivos del manual organizados por palabras claves. Pronto, sin embargo, se hizo evidente que el objetivo más importante era la digitalización de documentos editados, especialmente, desde que en la década anterior una gran cantidad de ediciones de cartularios y documentos había sido publicada en Cataluña, mayoritariamente, por historiadores y paleógrafos.

## Objetivos y utilidades
El objetivo de un proyecto lexicográfico como el GMLC es producir un diccionario que ayudará a la interpretación de obras escritas en un territorio y una época específicos. Siguiendo con el trabajo iniciado en la década de 1990, el proyecto GMLC actualmente divide su actividad en dos líneas de trabajo complementarias e inseparables: la redacción de entradas del propio GMLC y la ampliación y publicación tanto del CODOLCAT como del GMLC en formato digital y en línea (https://gmlc.imf.csic.es/glossarium/) . El material de trabajo del que se parte son los ficheros que contienen unas 50.000 entradas, lematizadas, y el corpus digital constituido por más de 24.000 documentos y textos de otro tipo.
1. ↑  Quetglas, Pere J.; Gómez Rabal, Ana. «The Corpus Documentale Latinum Cataloniae (CODOLCAT)». A: Humanitats a la xarxa: món medieval = Humanities on the web: the medieval world. Berna: Peter Lang, 2014, p. 259-269. ISBN 978-3-0343-1302-5.
2. 1 2  «Es presenta el CODOLCAT, portal de consulta del glossari de llatí medieval de Catalunya». CSIC. [Consulta: 11 marzo 2017].
3. ↑  «Presenten el CODOLCAT, un portal que recull el llatí que s’escrivia a la Catalunya medieval». Universitat de Barcelona, 16-03-2012. [Consulta: 11 marzo 2017].
4. ↑  «Glossarium mediae latinitatis Cataloniae». L'Enciclopèdia.cat. Barcelona: Grup Enciclopèdia Catalana. [Consulta: 11 marzo 2017].
5. ↑  Gómez-Rabal, Ana «La Realització d'un projecte lexicogràfic: el Glossarium Mediae Latinitatis Cataloniae; la seva història, el seu present, les seves perspectives». Estudis Romànics, Núm. 31, 2008, pàg. 215-221. ISSN: 2013-9500 [Consulta: 11 març 2017].
6. ↑  Gómez Rabal, Ana (2019). «Conceptualización lexicográfica en tiempos digitales: integración entre diccionario y corpus».  En Puig Rodríguez-Escalona, Mercè, ed. Projeccions de la lexicografia llatina medieval a Catalunya. p. 34. ISBN 978-88-3313-131-3. |editor= y |apellido-editor= redundantes (ayuda)

El GMLC es una herramienta de ayuda para la comprensión de textos por parte de filólogos, historiadores, juristas y cualquier persona interesada por la Alta Edad Media, de la documentación notarial y de los textos literarios, jurídicos y científicos en latín producidos al sitio y en la época citados. Este corpus de textos, marcados y etiquetados, trasladado a una base de datos léxica de consulta externa, el CODOLCAT, se convierte en una herramienta que facilita el acceso directo a la producción escrita en latín en la Cataluña altomedieval. El CODOLCAT permite realizar búsquedas léxicas simples y avanzadas sobre el corpus documental incorporado.

## Colaboración entre instituciones
El trabajo de redacció e informatización del GMLC ha sido y es posible gracias a la cooperación y los acuerdos entre la Institución Milá y Fontanals (IMF) del CSIC, el Instituto de Estudios Catalanes (IEC) y la Universidad de Barcelona (UB). El proyecto del GMLC ha recibido la financiación del ministerio correspondiente desde 1992, con subvenciones a ocho proyectos de investigación sucesivos bajo el epígrafe "Informatización del Glossarium Mediae Latinitatis Cataloniae".
El CODOLCAT se realiza en la sede del GMLC en la Institución Milá y Fontanals del Consejo Superior de Investigaciones Científicas (Barcelona).

## Dirección del proyecto y equipo de trabajo
Al frente del proyecto, desde que vio la luz en 2012, se encuentran los doctores Pere J. Quetglas Nicolau, catedrático de Filología Latina de la UB, como director, y Ana Gómez Rabal, científica titular del CSIC, como coordinadora; Marta Segarrés Gisbert, Marta Punsola Munárriz, Eloi Mateo Rivero, Carla Arbó Nieto, Rocío Extremera Extremera, Anahí Álvarez Aguado e Ismael El Bahraoui Pérez han sido o son sus editores; Pere Farró Sales, su responsable informático. Mercè Puig Rodríguez-Escalona, María Antonia Fornés Pallicer, Joan Maria Jaime Moya, Carlos Prieto Espinosa y Adelaida Terol Amigó, redactores del GMLC, colaboran en la compilación de textos del CODOLCAT